# Shawn Crawford
Shawn Crawford (Van Wyck, 14 gennaio 1978) è un ex velocista statunitense, campione olimpico dei 200 metri piani ad Atene 2004.

## Biografia
Nato a Van Wyck, Carolina del Sud, frequenta la Clemson University, dove vince undici titoli All-America e tre campionati nazionali.

### Le prime vittorie
Nel 2001 conquista il suo primo titolo internazionale, ottenendo la medaglia d'oro nei 200 metri ai mondiali indoor. Nel corso dello stesso anno conclude al terzo posto, a pari merito con Kim Collins, la prova dei 200 m ai campionati del mondo di Edmonton. Una successiva seconda medaglia d'oro arriva nel corso dei Goodwill Games.
I successivi due anni della sua carriera sono ricordati per i suoi comportamenti e per la sua mancanza di concentrazione. Al meeting di Milano del 2002 si presenta ai blocchi di partenza indossando una maschera del fantasma dell'Opera. Durante la gara la maschera si sposta ostruendo la sua visuale portandolo ad un'invasione di corsia che gli costa la squalifica. Crawford dichiarò di averla provata sporgendo la testa fuori dal finestrino di una macchina in corsa. Nello stesso anno sempre nel corso di una gara in Italia viene squalificato a causa di una doppia falsa partenza.
Nel gennaio 2003 partecipa ad un episodio dello show della Fox intitolato "Man vs. Beast", in cui compete con una zebra e una giraffa nei 100 m. Nella prima batte facilmente la giraffa (da cui era separato con una barriera metallica e che probabilmente era disorientata), con la zebra la gara viene ripetuta due volte: la prima viene vinta dall'animale ma Crawford lo accusa di una falsa partenza, nella ripetizione lo sprinter statunitense parte meglio, ma la zebra ha la meglio ancora una volta fermando il tempo sotto i 10 secondi.

### 2004: il titolo olimpico dei 200 metri
Crawford torna alla ribalta nel marzo 2004 conquistando l'argento nei 60 m indoor, battuto per soli 3/100 dal britannico Jason Gardener. Nei trials dello stesso anno conquista il diritto di partecipare alle Olimpiadi di Atene giungendo terzo nei 100 m con un personale di 9"93, dietro Maurice Greene e Justin Gatlin, e primo nei 200 m con un personale di 19"99, battendo Gatlin e Bernard Williams.

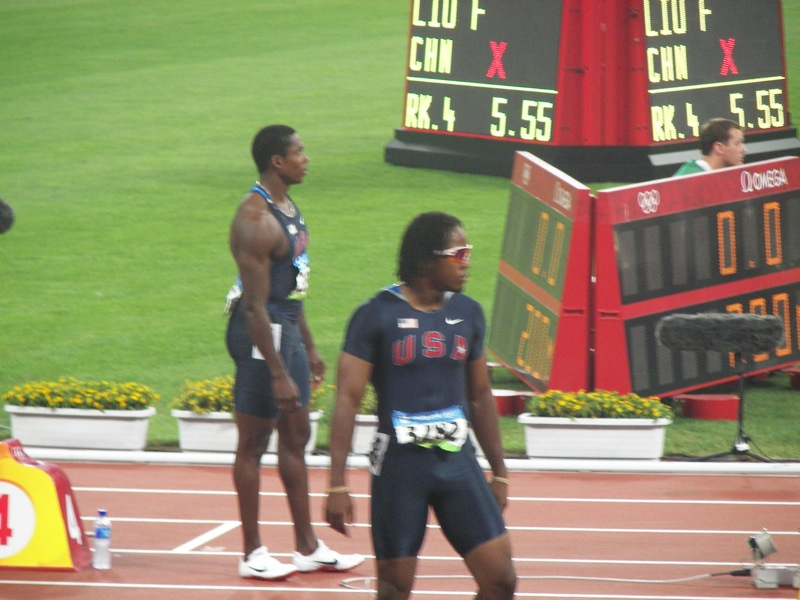
Shawn Crawford ai Giochi olimpici di Pechino

In giugno a Eugene, Oregon, stabilisce il nuovo primato personale nei 100 m correndo in 9"88. Ai Giochi olimpici si classifica quarto nei 100 m con 9"89 a soli 4/100 dalla medaglia d'oro Gatlin, in una gara in cui per la prima volta in questa specialità quattro atleti battono il muro dei 9"9 secondi.
La finale dei 200 m è stata la più emozionante per il pubblico greco, gran parte del quale aveva comprato i biglietti per la gara con largo anticipo prevedendo un successo dell'eroe di casa nonché campione olimpico uscente Kōnstantinos Kenterīs. Kenteris viene però squalificato per non essersi presentato per tre volte ai controlli antidoping, squalifica a cui seguiranno molte polemiche e che lascerà amaro in bocca e rabbia ai tifosi greci. Rabbia che verrà scaricata su Crawford, che viene visto come il maggiore beneficiario dell'assenza dell'ellenico. Quando gli atleti stanno per posizionarsi sui blocchi di partenza, dalle tribune cominciano a provenire boati di disapprovazione, che presto si trasformano nel coro "Ken-teris, Ken-teris" ripetuto per cinque minuti. Tutto questo causa un visibile shock ai velocisti che si rifiutano di cominciare la gara in queste condizioni. Quando la folla si calma, la gara comincia con una inevitabile falsa partenza, e il pubblico riprende con il coro, sapendo che un'altra falsa partenza squalificherebbe l'atleta in questione e sperando che questi fosse proprio l'americano. Per evitare questo Crawford parte molto lentamente, ma finisce comunque per vincere la gara in 19"79. Al suo palmarès olimpico va ad aggiungersi in seguito anche un argento con la staffetta 4×100 m.

### 2008: nuovamente sul podio olimpico
Dopo alcuni anni senza risultati di rilievo, Crawford torna a distanza di quattro anni sul podio olimpico. Ai Giochi olimpici di Pechino non riesce a ripetere la vittoria di Atene, a causa della prestazione di Usain Bolt e nei 200 metri ottiene solo un quarto posto, che diventerà in seguito una medaglia d'argento beneficiando delle squalifiche per invasione di corsia sia di Churandy Martina che del connazionale Wallace Spearmon.
L'anno successivo ai Mondiali di Berlino non va oltre il quarto posto nei 200 metri, con il tempo di 19"89, miglior record personale dell'anno.

### 2013: Il probabile ritiro e i test antidoping saltati
L'agenzia antidoping degli Stati Uniti d'America (USADA) ha sospeso per due anni il velocista Shawn Crawford, in quanto non si è presentato a ben tre controlli antidoping negli ultimi 18 mesi.
Allo sprinter americano, campione dei 200m alle Olimpiadi di Atene 2004, sono stati annullati tutti i risultati a partire dal 17 novembre del 2012, cui risale la sua ultima violazione.
Non è da escludere che Crawford, argento ad Atene 2004 nella 4×100 e a Pechino sui 200m, in seguito aquesta squalifica, annuncerà il suo ritiro, vista anche la non più giovane età. Inoltre l'atleta statunitense aveva già mostrato di essere in fase calante, dopo la mancata qualificazione per le Olimpiadi di Londra nei trials americani.

## Palmarès
| Anno | Manifestazione  | Sede     | Evento      | Risultato  | Prestazione | Note                                     |
| ---- | --------------- | -------- | ----------- | ---------- | ----------- | ---------------------------------------- |
| 2001 | Mondiali indoor | Lisbona  | 200 m piani | Oro        | 20"63       |                                          |
| 2001 | Mondiali        | Edmonton | 200 m piani | Bronzo     | 20"20       |                                          |
| 2004 | Mondiali indoor | Budapest | 60 m piani  | Argento    | 6"52        |                                          |
| 2004 | Giochi olimpici | Atene    | 100 m piani | 4º         | 9"89        |                                          |
| 2004 | Giochi olimpici | Atene    | 200 m piani | Oro        | 19"79       | Miglior prestazione personale            |
| 2004 | Giochi olimpici | Atene    | 4×100 m     | Argento    | 38"08       |                                          |
| 2005 | Mondiali        | Helsinki | 100 m piani | Semifinale | 10"28       |                                          |
| 2008 | Giochi olimpici | Pechino  | 200 m piani | Argento    | 19"96       |                                          |
| 2009 | Mondiali        | Berlino  | 200 m piani | 4º         | 19"89       | Miglior prestazione personale stagionale |
| 2009 | Mondiali        | Berlino  | 4×100 m     | Batteria   | dq          |                                          |

## Campionati nazionali
- 3 volte campione nazionale dei 200 m piani (2001, 2004, 2009)
- 1 volta campione nazionale indoor dei 60 m piani (2004)
- 1 volta campione nazionale indoor dei 200 m piani (2002)

## Altre competizioni internazionali
2001
- Oro alla Grand Prix Final ( Melbourne), 200 m piani - 20"37

2003
- Argento alla World Athletics Final ( Monaco), 200 m piani - 20"37

2006
- 7º alla World Athletics Final ( Stoccarda), 100 m piani - 10"13